# Годомицька волость
Годомицька волость — історична адміністративно-територіальна одиниця Луцького повіту Волинської губернії Російської імперії. Волосний центр — село Годомичі.
Наприкінці ХІХ століття волость було ліквідовано, більша частина поселень увійшла до складу Тростянецької волості, села Навіз, Сокуль - до складу Рожищенської волості.[джерело?]
Станом на 1885 рік складалася з 14 поселень, 13 сільських громад. Населення — 7166 осіб (3580 чоловічої статі та 3586 — жіночої), 505 дворових господарств.
|                     | Площа, десятин | У тому числі орної, дес. |
| ------------------- | -------------- | ------------------------ |
| Сільських громад    | 11015          | 6224                     |
| Приватної власності | 12514          | 1901                     |
| Казенної власності  | 384            | 131                      |
| Іншої власності     | 392            | 214                      |
| Загалом             | 24305          | 8470                     |

Основні поселення волості:
- Годомичі — колишнє власницьке село, при р. Стир, 680 осіб, 57 дворів, волосне управління (повітове місто — 45 верст); православна церква, каплиця, поштова станція, постоялий будинок, водяний млин.
- Боровичі — колишнє власницьке село, при р. Стир, 960 осіб, 86 дворів, православна церква, постоялий будинок, 3 водяних млинів, ярмарок-онуфріївський, поштова станція, водяний млин.
- Грузятин — колишнє власницьке село, 225 осіб, 86 дворів, православна церква, постоялий будинок.
- Лище — колишнє власницьке село, 291 особа, 34 дворів, православна церква, школа, постоялий будинок.
- Навіз — колишнє державне і власницьке село, р. Стир, 701 особа, 83 дворів, православна церква, школа, постоялий двір, 2 водяні млини.
- Незвір — колишнє власницьке село, при р. Стир, 146 осіб, 13 дворів, православна церква, водяний млин, винокурний завод.
- Сокуль — колишнє власницьке село, при р. Стир, 10 осіб, 3 двора, (приватних осіб 1668), православна церква, костел, єврейський молитовний будинок, недільний ярмарок, 4 ярмарок, 2 водяні млини.
- Четвертня — колишнє власницьке село, при р. Стир, 646 осіб, 56 дворів, православна церква, постоялий будинок, 2 водяні млини.